# Cementerio General de Temuco
El Cementerio General de Temuco es un camposanto de la ciudad de Temuco, Chile. Se encuentra emplazado en avenida Balmaceda 143en el casco histórico de la ciudad, donde se puede apreciar una arquitectura propia de la primera mitad del siglo XX. Es dependiente de la Municipalidad de Temuco y, además de la inhumación de cadáveres, proporciona los trámites de construcción, ampliación y reparación de sepulturas y mausoleos; arriendo de nichos; transferencia de sepulturas; exhumaciones y traslado de restos humanos; emisión de certificados; y venta de terrenos, este último suspendido momentáneamente por falta de terrenos.
Fue fundado en el año 1887, solamente 6 años después de la fundación de la ciudad en el contexto de la Ocupación de La Araucanía durante la incorporación del territorio a la jurisdicción chilena.
Desde 2014, es parte de la Ruta Patrimonial Huellas de Pablo Neruda.

## Historia
Debido a la fundación de la ciudad, las autoridades locales como regionales se vieron en la obligación de crear un espacio para ubicar los restos mortales de los vecinos, que desde 1884 se encontraban en la búsqueda de un espacio con motivos de descanso religioso. Es por esto, que se decide establecer a orillas del cerro Ñielol y en el extremo poniente de Avenida Balmaceda, en un territorio, entonces, rural en la periferia del naciente Temuco, al Cementerio General de la ciudad.

Es la creación del Cementerio General lo que generó en torno a este lugar y de forma casi espontánea el asentamiento de grupos poblacionales que desarrollarían su vida alrededor de las labores fúnebres: floristeras y jornales para la construcción de tumbas y mausoleos, a los que se sumaba un importante contingente de campesinos de distintas denominaciones que ingresaban a la ciudad para ofrecer sus productos  en los sectores comerciales de la ciudad, como por ejemplo la Estación de Ferrocarriles.A este barrio patrimonial se le conocería como Barrio Coilaco, actualmente zona de conservación histórica.

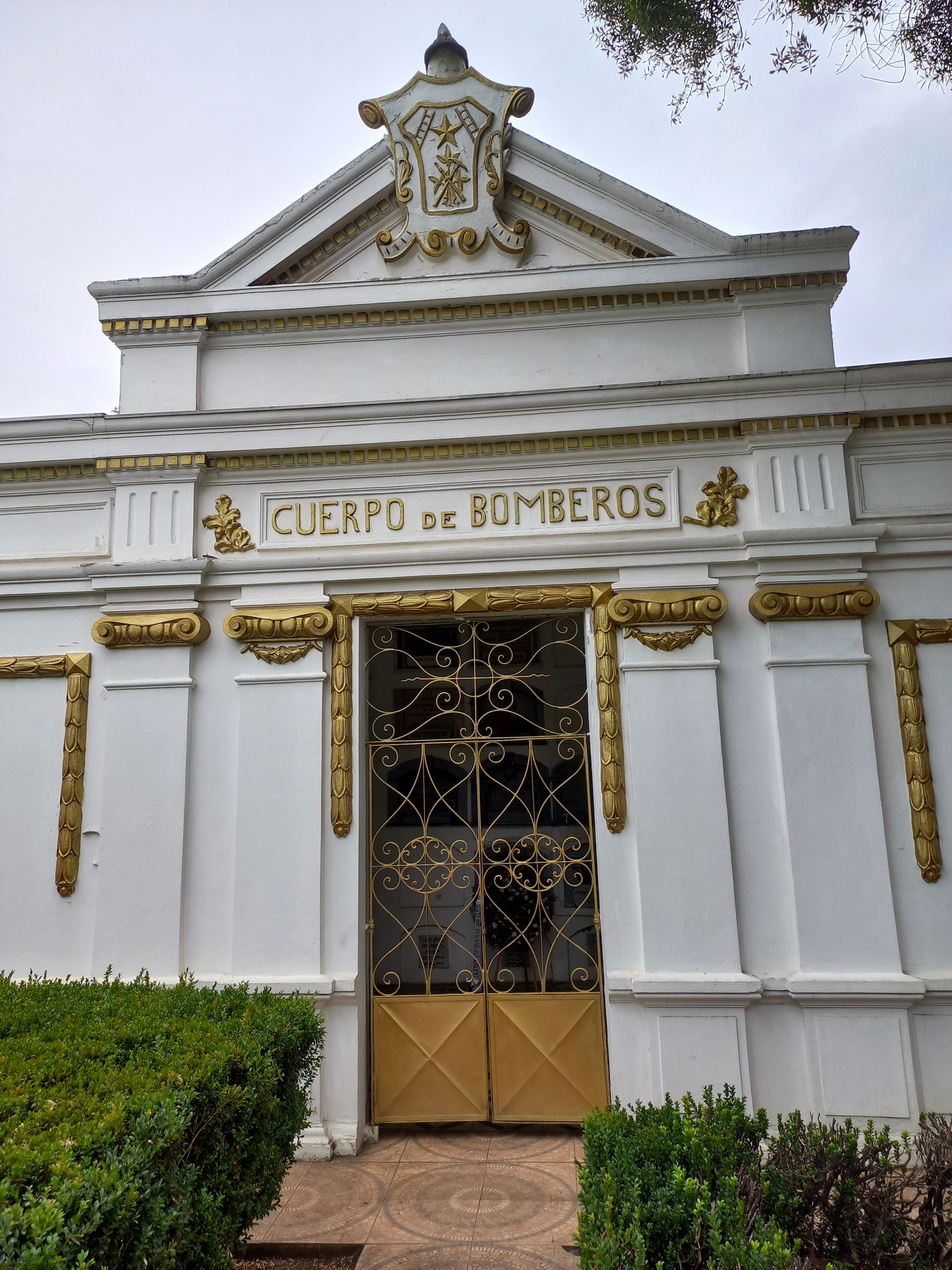
Mausoleo bomberos de Temuco.

## Hitos y personajes ilustres
Los restos de José del Carmen Reyes Morales (padre de Pablo Neruda), Hernán Trizano Avezzana (organizador del Cuerpo de Gendarmes de las Colonias), Germán Becker Bäechler (exalcalde de Temuco), Teodoro Schmidt Weichsel (ingeniero que realizó el trazado de las calles de la ciudad), Venancio Coñuepán (Primer diputado de origen mapuche), Selva Saavedra (Poetisa y profesora), entre otros personajes ilustres de relevancia regional como nacional reposan en este cementerio.

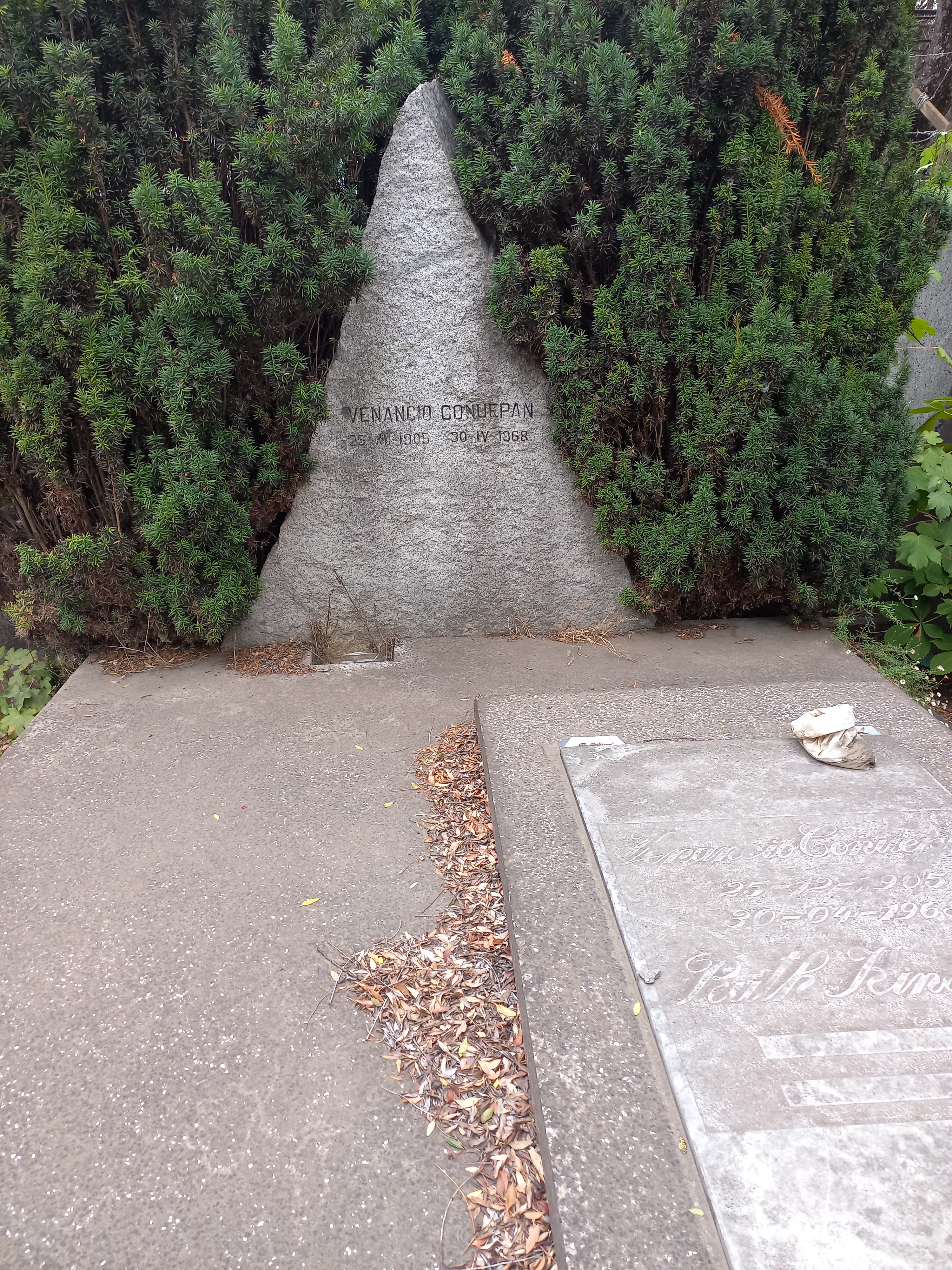
Tumba de Venancio Coñuepán Huenchual, político chileno de origen mapuche.

## Galería
|                                                                    |
| Estatua de un ángel en la entrada al Cementerio General de Temuco. |

|                                                                       |
| Mesa en conmemoración de Pablo Neruda junto a un poema de su autoría. |

|                                                      |
| Mausoleo de los Veteranos de la Guerra del Pacífico. |

|                                                                             |
| Mausoleo de la colonia italiana en Temuco, la Società Fratellanza Italiana. |